# Drosophila pacificae
Drosophila pacificae este o specie de muște din genul Drosophila, familia Drosophilidae, descrisă de Ryuichi Matsuda în anul 2005.
Este endemică în Samoa. Conform Catalogue of Life specia Drosophila pacificae nu are subspecii cunoscute.